# Terra de Rupert

Mapa de la Terra de Rupert, amb la localització de York Factory (actualment, a la província de Manitoba, Canadà).

La Terra de Rupert, també anomenada Terra del Príncep Rupert, era un territori de la Nord-amèrica britànica que comprenia la conca hidrogràfica de la Badia de Hudson, i que va estar sota la possessió nominal de la Companyia de la Badia de Hudson durant 200 anys (del 1670 al 1870), tot i que els nombrosos grups indígenes que hi vivien en disputaven la sobirania. La major part de la zona forma part actualment del Canadà, llevat d'un petit sector que ha passat als Estats Units d'Amèrica. Va rebre aquest nom pel príncep Robert del Palatinat, nebot del rei Carles I d'Anglaterra, que fou el primer governador de la Companyia de la Badia de Hudson.
El territori que fou la Terra de Rupert inclou la totalitat de Manitoba, la major part de Saskatchewan, el sud d'Alberta, el sud de Nunavut, el nord d'Ontario i el nord de Quebec (al Canadà), així com parts de Minnesota i de Dakota del Nord i molt poc de Montana i de Dakota del Sud (als Estats Units).

## Història
El 1670, el rei Carles II d'Anglaterra va atorgar a la Companyia de la Badia de Hudson el monopoli comercial de tota la conca hidrogràfica de la Badia de Hudson, de manera que, a la pràctica, els amos de la companyia van esdevenir els únics propietaris de tota la Terra de Rupert (anomenada així en honor del príncep Robert del Palatinat, cosí del rei i primer governador de la companyia). Aquest territori comprenia 3,9 milions de kilòmetres quadrats, més d'un terç de l'extensió del Canadà actual. Els forts i els llocs comercials establerts per la Companyia van ser sovint objecte d'atacs per part dels francesos.

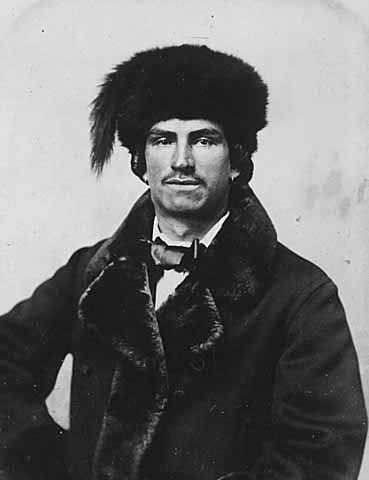
Comerciant de pells métis, cap al 1870.

La companyia va controlar el comerç del territori durant els segles xviii i xix i va donar feina a bona part de la població local, bàsicament constituïda per indis i métis (mestissos), cosa que va influir notablement en la mentalitat i les formes de vida de la gent. Un comitè parlamentari britànic creat el 1857 per investigar la Companyia, va concloure que aquell territori seria colonitzat inevitablement per europeus, que les Primeres Nacions no podrien suportar la superioritat dels colons, i que corresponia a l'Estat i a l'Església el rol paternalista de protegir-los i educar-los per tal que s'integressin en el nou ordre, i aquest va ser l'únic punt de l'informe en què van estar plenament d'acord els parlamentaris i els responsables de la Companyia.
Tot i que oficialment no hi podia haver discriminació entre les diverses confessions religioses en l'establiment de missions, el fet és que l'Església Anglicana, anglòfona, va tenir sempre el paper més destacat en l'evangelització de les Grans Planes. En canvi, l'Església Catòlica, francòfona, hi va tenir un paper molt més secundari, cosa que influí lògicament en la desproporció que hi ha actualment en el coneixement d'ambdues llengües entre els indis canadencs.

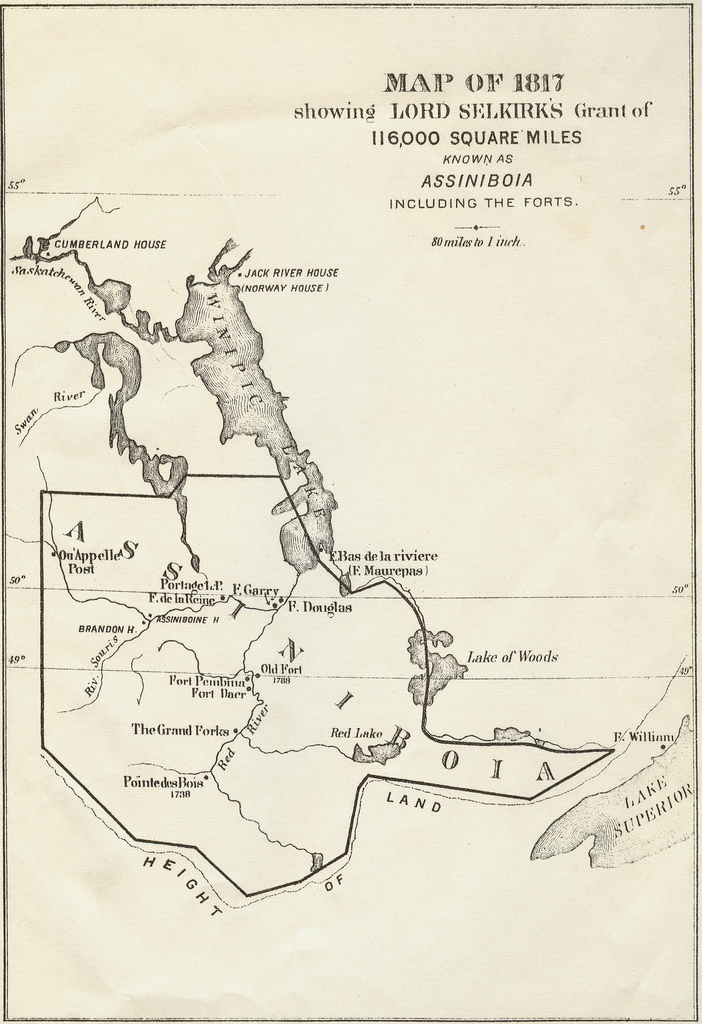
Assiniboia, el territori on es va crear la Colònia del Red River. El paral·lel 49°N assenyala la que serà la nova frontera.

El 1811 la companyia va concedir a Thomas Douglas, comte de Selkirk, un territori al sud del llac Winnipeg, on va crear la Colònia del Red River (anomenada també Assiniboia), l'únic assentament de població europea a l'oest del Canadà durant la major part del segle xix. Els promotors de la colònia la van concebre com un focus de civilització que havia d'influir en tot el territori, però l'assentament no va prosperar. El 1818 aquest territori va ser dividit entre el Canadà i els Estats Units.
El 1821, la Companyia del Nord-oest (radicada a Montréal) fou fusionada per força amb la Companyia de la Badia de Hudson, de manera que les possessions territorials combinades d'ambdues comprenien les conques dels rius que baixaven cap a dos oceans, l'Àrtic al nord i el Pacífic a l'oest. Des d'aquest moment, el Regne Unit va aplicar la legislació de l'Alt Canadà a la Terra de Rupert i al Districte de Colúmbia, i va reforçar els poders de la Companyia perquè pogués imposar la llei i l'ordre en benefici del seu comerç; les tribus índies de les planes havien aconseguit un precari equilibri de poders entre elles; l'organització dels métis els proporcionava una seguretat interna i un cert grau de protecció envers l'exterior. Però aquesta estabilitat es va acabar durant la Dècada del 1860, amb l'inici de la devallada de la Companyia, l'arribada de la verola, el tràfic clandestí de whisky, i l'extinció del bisó.
Mentrestant, hi havia fortes pressions des de l'economia i la política canadenques per annexar-se el territori. A Londres, es va plantejar la revisió de la concessió. Hi havia un interès creixent en el territori, que podia ser una zona d'expansió dels Estats Units. Però la gran depressió comercial de 1857 va refredar els interessos externs sobre el territori, tot i que allà encara es vivia amb una prosteritat comparativament superior.
El 1867 es produí la creació formal de la Federació del Canadà (l'acte conegut com a "Confederació"). El monopoli del comerç de les pells fou abolit el 1868 per la Rupert's Land Act, el 1869 la Companyia de la Badia de Hudson va vendre al nou govern canadenc la major part de la Terra de Rupert per 300.000 £, tot retenint una vintena part de les millors terres de conreu i les bases comercials més rendibles, també el 1869 es va produir una revolta métis sota el lideratge de Louis Riel i finalment el 1870, és a dir, tres anys després de la "Confederació", el govern va prendre el control efectiu de l'immens territori. Una part, que es correspon aproximadament amb l'antiga Colònia del Red River, n'esdevingué la nova província de Manitoba, i la resta es constituí en els Territoris del Nord-oest.
Tot seguit, el govern canadenc es va prendre molt seriosament la integració del nou territori a la nació, amb la construcció d'un ferrocarril transcontinental, que va fer possible la colonització de l'oest. Per controlar el nou territori, es va crear el cos de Policia Muntada del Canadà (North-West Mounted Police). L'únic interès dels colonitzadors canadencs, contràriament al que pensaven i necessitaven els métis i les Primeres Nacions, era l'establiment d'una economia agrària, i això no fou possible fins que el ferrocarril va obrir la zona als colonitzadors blancs. Perquè, de fet, la Companyia de la Badia de Hudson només havia posseït efectivament els llocs on hi tenia assentaments, mentre que la major part del país era de les Primeres Nacions, que no van deixar mai de reivindicar els seus drets de sobirania. A les noves terres hi van emigrar nombrosos grups religiosos, especialment els dukhobors i els mennonites de Rússia, i els mormons dels Estats Units.